# ストライクダガー
ストライクダガー (STRIKE DAGGER) は、「ガンダムシリーズ」のうちのコズミック・イラ (C.E.) 年代を描いた「ガンダムSEEDシリーズ」に登場する架空の兵器。初出作品は、シリーズ第1作として2002年 - 2003年に放送されたテレビアニメ『機動戦士ガンダムSEED』。「ガンダムシリーズ」の主要兵器である人型ロボットの一種モビルスーツ (MS) の1機種で、作中勢力のひとつである地球連合軍初の量産機。ストライクガンダムなどの連合系MSの技術が使用されているが、生産性を重視したため背部の装備換装システムが簡略化されている。換装システムを完全に再現した機体は105ダガーと呼ばれ、おもに外伝企画である『ガンダムSEED MSV』などに登場する。また、『機動戦士ガンダムSEED DESTINY』などの後継作品でもさまざまなバリエーションや発展型が設定された。
当記事では、それら関連機体の解説も記述する。
メカニックデザインは大河原邦男。

## 設定解説
地球連合軍は、初の制式主力MSとしてGAT-X105 ストライクを原機とする量産機ダガーを開発した。この機体は、ストライク最大の特徴であるストライカーパックシステムをはじめ、機能や性能の多くを相応のダウングレードを経て受け継いでいたが、時局は急を要しており、連合軍はMSの頭数を揃えるために迅速に調達可能な簡易機を優先して誕生したのが、本機である。これに伴い、制式化時期が「ダガー」と逆転したことと、前期GAT-X機体中唯一奪取されなかったストライクにあやかったため、本機に「ストライク」の名が冠されることとなった。
開発はパナマ基地で行われた。生産コスト低減を目的とした本機は、正式量産型であるダガーと比較して背部ストライカープラグの省略をはじめ、頭部ブレードアンテナおよび機関砲の半減、各部装甲の簡略化が行われている。また、ベトロニクスなどの対EMP装備も不十分な物が搭載されている。機体の基本骨格にはストライクと同系列のX100系フレームを採用。運動性においては初期GAT-X100系列と同水準を保ち、ジンを凌駕する。標準武装として初期GAT-Xシリーズで実用化された小型携帯ビーム兵器を装備。
また、ナチュラルパイロット用のOSを導入し、ソフトウェアとパイロット面の問題は解決を見ている。さらには地球連合のMS運用ドクトリンである「複数の友軍機で1機の敵を殲滅する」という基本戦術も設けられ、ザフトのジンなどに対しても互角以上の戦力として機能した。

### 機体構造
頭部
G兵器と異なりゴーグル状となっているが、その奥には2つのカメラアイを有する。
OS
アークエンジェルからもたらされた実戦データを元に開発したナチュラル用OSを採用する。これはコーディネイター用OSと異なり、戦闘データから状況がパターン化されているため、搭乗者の反射神経に操縦を依存せずMS自身に対応させることができるシステムを導入したものとなる。なお、ソフトウェアの完成後すぐに機体を実戦投入できるよう、OSに先行して機体は完成していた。
小説版においては、キラは自身の開発したM1アストレイのナチュラル用OSを想起し、こうしたナチュラル用の機体はOSで補うためにイレギュラーな動作に弱く、反射速度にも限界があるために戦闘時に区別が可能な事から、M1同様にダガーにインストールされたOSも同種のナチュラル用であると判断する見解が示されている。
コックピット
試作型の初期GAT-Xがコーディネイター用の機体を参考したために操縦性が悪化していた事を踏まえ、より操作を簡略化し扱いやすくなっている。操縦機構も非常にシンプルにまとめ上げられ、一般兵でもすぐに操縦を会得できる。後期GAT-Xの3機にも共通のコックピット構造が採用されたことからもその完成度の高さがうかがえる。

### 武装
M703 57mmビームライフル
量産機用としては初の外部電源型ビーム銃器。 デュエルのビームライフルの改良型であり、同時代のザフト量産MSの装甲ならば一撃で貫通可能。また、グレネードランチャーを装備する。
発射音は、GAT-Xシリーズのものと異なる音となっている。
ES01 ビームサーベル
格闘戦用の斬撃武装。ストライカーシステムを持たないため、直接機体背部に設置されている。GAT-Xシリーズと違い装備数は1基のみ。性能は初期GAT-Xに採用されたものと遜色はない。MS用のビームサーベルとしてはもっとも生産されたモデルで、CE73年にはブロック35Fがスローターダガーなどに導入されている。
ビーム刃の色はイージスのサーベルと同じく黄色。以降の連合系量産型MSのサーベルの色も同色で統一されている。
75mm対空自動バルカン砲塔システム「イーゲルシュテルン」
GAT-Xシリーズと同型の対空用迎撃火器。生産性を優先させるため、頭部左側にのみ装備されている。
対ビームシールド
ダガー系MSに広く装備されるシールド。射入したビームを電源に、分子レベルの鏡面を発生させ攻撃を防ぐ。ただし、この方式は部材が劣化し易いデメリットも有している。ストライクダガーはPS装甲を持たないため、実体弾に対する防御性能も有する。
パラシュートパック
背部アタッチメントに装備されるパラシュート内蔵バックパック。オーブ解放作戦の際、輸送機からオーブ本土へ降下した空挺部隊所属機が装備した。ビームサーベルを撤去しないと装備できない。

### 劇中での活躍
アニメ『機動戦士ガンダムSEED』第37話（リマスター版35話）から登場。パナマ防衛戦において第13独立部隊所属の機体が多数投入され、ザフトMS部隊を相手に優勢を保つが、グングニールによって行動不能に陥る。
以降はストーリー展開によって敵方の量産機となり、オーブ解放作戦においてM1アストレイを中心とするオーブ国防軍と交戦したほか、それと平行して行われたビクトリア奪還作戦においても主力となった。
物語の舞台が宇宙へ移行したあとも、ボアズ攻略戦を経て第二次ヤキン・ドゥーエ攻防戦まで活躍した。
漫画版『機動戦士ガンダムSEED DESTINY ASTRAY』では、南アメリカ合衆国などの途上国へ払い下げられ、南アメリカ独立戦争において大西洋連邦側のダガーLや105ダガーなどと交戦した。
アニメ『機動戦士ガンダムSEED DESTINY FINAL PLUS 選ばれた未来』では、オーブ軍に合流した地球連合軍艦隊に姿が確認できる。
関連ゲーム『機動戦士ガンダムSEED 終わらない明日へ』では、キラ編「舞い降りる剣1」の序盤のムービーに、黄色と緑色のカラーリングで背部にビームサーベルを装備していない本機が登場している。

## ロングダガー
『ASTRAY』に登場。GAT-X強奪に伴うストライクダガーの製作遅延から、戦力の穴を埋めるために並行して開発が進められた機体。ナチュラル向けに安定した性能・操縦性を目指したストライクダガーと異なり、優れた身体能力を持つコーディネイターやブーステッドマン専用に開発された高性能機である。部品の半数以上がストライクダガーと共通であるため、生産性にも優れている。
ストライクの後継機というよりは、GAT-X102 デュエルのコンセプトを受け継いだ機体であり、本来は「デュエルダガー」と命名されるはずであったが、ザフトに鹵獲されたMSの名称を冠する事に連合軍内部で強い抵抗感があり、その結果「ロングダガー」という名称になった。しかし、結局は後に本機をナチュラル仕様に改修した機体に「デュエルダガー」の名称が与えられている。

### フォルテストラ
着脱式の追加装甲ユニット。元々の本機の設計には盛り込まれていなかった装備だが、アークエンジェルが記録したアサルトシュラウド装備型デュエルとの交戦データを基に開発、01D（ロングダガー）実機にも装備された。右肩部のリニアキャノンや左肩部のミサイルランチャーなど、武装の構成もデュエルのアサルトシュラウドに酷似している。
このフォルテストラは内蔵火器やスラスターによって火力・推進力を大幅に向上させる。装備後は重量増加による運動性低下という欠点があるため、任意での排除が可能。装甲排除時に生じる隙は、排除と同時に閃光弾を発光させ、敵の視界を一瞬奪うことで対処できる。
フォルテストラは「強いドレス」という意味。

### ジャン専用ロングダガー
連合所属時代のジャン・キャリーがジンに続いて搭乗する機体。
白系統のパーソナルカラーに塗装されているが、性能は通常機と変わらない。
TCG『ガンダムウォー』ではダガーL用のビームカービンとシールドを装備したカードも存在する。

### デュエルダガー
ロングダガーをナチュラル向けに改修した機体。青系統の機体色以外はロングダガーとほぼ同一機だが、OSの調整によってナチュラルでも操縦可能な機体となっている。主にエースパイロットに配備された。
ゲーム『機動戦士ガンダムSEED 終わらない明日へ』MSV編OPムービーではデュエル用ビームライフルとシールドを装備した機種も描かれている。

### 劇中での活躍（ロングダガー）
ソキウスが搭乗したロングダガーは、小説版『機動戦士ガンダムSEED ASTRAY』で登場。地球連合内の戦闘用コーディネイターであるイレブン・ソキウスの機体が、カラミティガンダム、フォビドゥンガンダム、レイダーガンダムと模擬戦を行った。戦闘中にブーステッドマン側が強化用の薬物（γ-グリフェブタン）を切らした隙をついてソキウスが機体ごと脱走。その後はセブン・ソキウスとともにブルーフレームと交戦し、2機がかりでこれを撃破。これを手土産に連合軍の上層部に復帰を申し出るが、ザフトのジブラルタル基地攻略を要求されたことから同地にてブルーフレーム セカンドLと交戦し撃破されている。
ジャン・キャリーが搭乗したロングダガーは、『機動戦士ガンダムSEED ASTRAY B』で登場。パナマ攻防戦で原型機であるデュエルと交戦。性能、パイロット能力とも互角か、むしろジャンが優勢であったが、グングニールが発動した結果、他のストライクダガーと共に行動不能となり、敗北する。しかし、デュエルのパイロットは止めを刺さなかったため、ジャンは生き残ってこの一戦を最後に地球連合軍を除隊する。

### 備考
デザイン原案は緒方剛志。公式に公開されている画稿は町田能彦によるもの。

## 105ダガー
『SEED MSV』に登場。ストライクダガーで排除された各種機能を盛り込んだストライクの正当な量産機。正式名称はダガーだが、ストライクの型式番号「GAT-X105」を取って通称「105ダガー」（イチマルゴダガー）と呼ばれることもある。
ストライクダガーでは見送られたストライカーパック用プラグを持ち、バックパックを換装することでさまざまな戦況に対応できる。ストライクのスペックに再検討を加え、ストライクダガーのものに更に改良を加えた新OSを搭載したことで、パイロットの能力を問わないあつかいやすい機体となっている。加えて、ストライクダガーとは異なり頭部センサーはストライクと同レベルの高性能型に換装されている。コスト削減からPS・TP装甲は採用されなかったが、代替措置としてコクピットや動力部などのバイタルエリアに宇宙船が大気圏突入時の使用する耐熱用のDPX-D30融除剤ジェルの改良型を使用したラミネート装甲を採用したことでビーム兵器への高堪性が大きく向上した。しかし作中では最新機たちのビーム兵器の性能向上に対し、その防御効果も限定的なもので特別に高い防御力を見せている描写は見られない。劇場版ではギャンシュトロームの胸部ビームバルカンの掃射でも容易に撃破されている。
元々は連合軍の主力量産機として開発されていたが、戦局に伴い生産性の高いストライクダガーが優先して量産されたため、本機のロールアウトはビクトリア攻防戦以降に行われた。戦時中の生産数はわずか23機（システム実証機1、試作機2機を含む）に止まり、一部のエース級パイロットを中心に配備された。第一次連合・プラント大戦後も生産は継続され、マイナーチェンジが繰り返し実施するとともに「ブロック7」にまで発展している。C.E.75年を描いた劇場版「機動戦士ガンダムSEED FREEDOM」でも多数の機体が現役で運用されており、この時代ではOSの発展によって、ハードウエア面では従来通りであっても相対的に機体性能が大きく向上している。それでもスラスター全開で機体をぶつけても、スラスターを吹かせていない最新のイモータルジャスティスガンダムは微動だにせず、旧式機との最新鋭機の違いをまざまざ見せつけている。

### 武装（105ダガー）
40mm口径近接自動防御機関砲「イーゲルシュテルンII」
両側頭部に内蔵された対空機関砲塔。75mm口径であった従来のイーゲルシュテルンを小口径化し、装弾数の増加を図っている。
GAU8M2 52mm機関砲ポッド
本来はGAT-333 レイダー制式仕様のパイロンに設置される航空兵装の1つであるが、本装備を携行した105ダガーも存在する。
M703 57mmビームライフル
ストライクダガーに装備された物と同様のビームライフル。『機動戦士ガンダムSEED  ASTRAY B』のガンバレルダガーなどが携行装備した。
MX703G ビームライフル
連合軍の兵器改変ガイドライン71Dに準拠して試作されたシステム型ビーム兵器。ビーム兵器と実体弾兵器を共通プラットフォームで共用する事を目的に開発された。形状はGAU-8M2 52mm機関砲ポッドと全く同一であり、内部機構はともかく外装の共用化には成功している。
M703kビームカービン
C.E.73年時の携帯火器。ダガーLにも多く供給された火器。劇中ではヘブンズベース所属機が使用した。
12.5mm対人機関銃
足の甲部に内蔵された50口径（12.5mm）の対歩兵・対軽装甲車両用機関銃。従来のMSの装備では対人用としてはオーバーキルとなるため用意された。
MSに対歩兵専用の火器が装備されたのは連合、ザフト両軍を通じて初である。しかし、50口径の機関銃はどちらかと言えば対物兵器に属されるものであり、対人用としてはこれでも過剰すぎる威力である。
漫画版でも使用されており、難民キャンプを一掃する。漫画の描写では大人が真っ二つにされ、吹き飛んでいる。
ちなみに、バリー･ホーは作中で、MSの頭部へと跳躍して生身で破壊しその高さから地面に無傷で着地した直後にこの銃に撃たれたことがあるが、拳銃で撃たれた程度の被害でしか被っておらず、この一連の描写で彼の超人ぶりが描かれている。
ES01 ビームサーベル
ストライクダガーと同型のビームサーベル。予備と合わせて2基装備されている。
背部にはストライカーパックの接続プラグが存在するため、設置箇所は両腰に変更されている。
対ビームシールド
ストライクダガーに装備されたものと同一。なお、プラモデルにおけるシールド配色は青を基調としたものだが、これは『月刊ホビージャパン』記事にて作られたスクラッチ作例の影響を受けて採用されたもの。そのため、媒体によってはストライクダガー同様の赤を基調としたシールドを装備した機体も存在し、公式で二通りのカラーのシールドが用意されている。劇場版ではライジングフリーダムガンダムのハイマットフルバーストの１撃を吹き飛ばされつつ受け止めている様子も見られる。

### 劇中での活躍（105ダガー）
『機動戦士ガンダムSEED DESTINY』第38話のヘブンズベース防衛シーンにて、数カットながらランチャーストライカーやジェットストライカーを装備した機体が数機登場する。再編集版の『機動戦士ガンダムSEED DESTINY FINAL PLUS 選ばれた未来』では、メサイア墜落のシーンで機体の残骸が確認できる。
『機動戦士ガンダムSEED DESTINY ASTRAY』ではダガーLとともに南米独立戦争に参戦。ダガーL部隊の指揮官機として、多数が実戦投入されている。
また、「Re:Master Edition」刊行に伴う描き下ろしエピソードにおいて、ダンテ・ゴルディジャーニ搭乗機とエルザ・ヴァイス搭乗機が、ユーラシア連邦によるアメノミハシラ侵攻に参加。両機ともソードストライカー装備で、ダンテ機が黒、エルザ機が赤のカラーリングとなっている。ダンテ機はエルザ機のシュベルトゲベールを、エルザ機はダンテ機のマイダスメッサーを、それぞれ交換して使用している。
『SEED DESTINY MSV戦記』ではヘブンズベース戦においてジェットストライカーを装備した機体1機につきダガーLを2機引き連れ、それぞれユークリッドに随行している。
『SEED DESTINY』終了後のC.E.が舞台である『機動戦士ガンダムSEED ASTRAY 天空の皇女』においても、地球連合軍はウィンダムと共に105ダガーを多数運用している。
C.E.75年が舞台の劇場版『SEED FREEDOM』でも多数の105ダガーがデストロイと共に地上戦に投入されており、ライジングフリーダムを始めとする世界平和監視機構・コンパスの部隊と戦闘を繰り広げている。

### 備考（105ダガー）
元々は『月刊ホビージャパン』の連載『SEED MSV』において、大河原邦男がデザインを描き下ろし、背景設定を森田繁が作成したもので、紙媒体の企画物の域を出ないものだった。その後、『SEED MSV』の「SEED MSV読者人気投票」で第1位となり、プラモデル商品化が実現した。

### モーガン・シュバリエ機
モーガン・シュバリエの乗機で、初期生産型の105ダガー。元々ムウのために用意されていたものの、使用されなかったガンバレルストライカー（元々アラスカ（JOSH-A）に帰投したアークエンジェルに、ムウ・ラ・フラガ専用装備として配備される予定であったが、ムウがアラスカでアークエンジェルと共に脱走したため実現はしなかった。連合としては、ストライクの活躍がコーディネイターではなくナチュラルのものであったとして宣伝したい意図があり、そのため「エンデュミオンの鷹」の二つ名で知られるムウがストライクに搭乗していたとし、それまでの戦いも彼が行っていたかの様に見せかける予定だった。また、ムウはカリフォルニア士官学校に転属が決まっており、上層部は実戦を考慮せず、プロパガンダの意味でしかこの機体を考えていなかった。その後、「月下の狂犬」の二つ名で知られるユーラシア連邦陸軍大尉モーガン・シュバリエに高度な空間認識能力があることが判明し、ガンバレルストライカーは彼の105ダガーに装備された）を装備し、ガンバレルダガーとして運用された。

#### 作中での活躍
フォトストーリー作品『機動戦士ガンダムSEED ASTRAY B』では、モーガン・シュバリエの機体がボアズ攻略戦に参戦、複数のガンバレルストライカーを用意し、損耗の度に交換する戦法を駆使して高い戦果を上げる。
『SEED MSV戦記』では、シュバリエ搭乗の本機は第二次ヤキン・ドゥーエ攻防戦にて5機の105ダガーを率いて、ドクターことミハイル・コースト以下のジン・ハイマニューバ6機と交戦。ミハイルを追い詰めるものの、ジェネシスの発射で戦闘の中断を余儀なくされる（ミハイルは味方からのメッセージで離脱）。ガンバレルダガーは4機の内3機がジェネシスに巻き込まれ、シュバリエの部下は全員ジェネシスの犠牲となる。
なお、コミカライズ版では部下の無鉄砲な行動が逆にジェネシスの射線から逃れることに繋がり、その後に部隊を率いてジェネシスに取り付こうとするが、火器運用試験型ゲイツ改に阻まれて機体は大破する。
漫画作品『機動戦士ガンダムSEED X ASTRAY』では第1次連合・プラント大戦時にカナード・パルスのハイペリオンと交戦。漫画版『機動戦士ガンダムSEED DESTINY ASTRAY』では戦後の南アメリカ独立戦争では偽情報によって宇宙へと上がってきたエドワード・ハレルソン搭乗のレイダー制式仕様と交戦する。
『VS ASTRAY』では、月基地に接近してきたルドルフ・ヴィトゲンシュタインのグフイグナイテッドと交戦・捕縛する。

### スローターダガー
『機動戦士ガンダムSEED C.E.73 STARGAZER』に登場。一般の01A1にマイナーチェンジを加え、性能向上を図ったカスタム機。OS調整及び本体の軽量化により機体性能を強化し、背部には大気圏内飛行が可能な程に出力強化されたエールストライカーを標準装備する。さらに本体肩アーマー・アンクルガード・エールストライカー主翼に夜間戦闘用ライトを装備している。改修前に比べ外見上の差異は無いが、機体色が黒・グレー基調の専用色に変更されている。
いかなる戦況にも対応可能なフレキシビリティを持った汎用機であり、第81独立機動群「ファントムペイン」の主力機としてウィンダムと共に配備された。
「スローター (Slaughter)」とは「虐殺」、「殺戮」、「屠殺」などの意味。

#### 劇中での活躍（スローターダガー）
『機動戦士ガンダムSEED C.E.73 STARGAZER』劇中では第2話でスウェン・カル・バヤン中尉駆るストライクノワールと共に、キルギス基地を襲撃したザフト系ゲリラ掃討作戦に参加。その後、ゲリラが潜伏している疑いのある難民キャンプを脚部対人機銃で無差別攻撃する。第3話ではD.S.S.Dトロヤステーション攻撃に参加、D.S.S.Dのシビリアンアストレイ部隊と交戦する。
『機動戦士ガンダムSEED C.E.73 Δ ASTRAY』ではオーブ連合首長国領海内でのマーシャン殲滅作戦で登場。5機中1機のみが標準装備であるエールストライカーを装備し、他の機体はパイロットの性格と能力に合わせてソードストライカー、ランチャーストライカー、I.W.S.P.、ライトニングストライカーを装備して出撃した。

## バスターダガー
『SEED MSV』に登場。105ダガーをベースに開発されたGAT-X103 バスターの量産機。当初、砲撃戦運用の量産機の開発は、バスターと同等の装備を持つストライカーの設計により進められていた。しかし、それでは要求性能を満たせなかったことからパックを固定装備化する設計に変更され、本機が開発された。
C.E71年7月5日にロールアウト、同年8月8日に開始された連合軍の「八・八作戦」の一環であるオーストラリアの「エアーズロック降下作戦」に初めて投入された。

### 武装（バスターダガー）
ES01 ビームサーベル
実戦データにおいてバスターが接近戦を行う記録が確認されたことから用意された。
オプションとして両腕ハードポイントにマウントを介し、設置可能。
220mm径3連装ミサイルポッド
肩部に装備する。バスターの半分である3連装方式に変更されており、軽量化を図っている。
350mmガンランチャー / 94mm高エネルギー収束火線ライフル
両脇の砲はバスターと同一の装備が採用されている。同様に両者を連結して対装甲散弾砲、または超高インパルス長射程狙撃ライフルとして運用することも可能である。

### 作中での活躍（バスターダガー）
『機動戦士ガンダムSEED MSV戦記』においてはレナ・イメリアの機体がヤキン・ドゥーエ攻防戦に参加。シホ・ハーネンフースのシグーディープアームズと交戦するも、シホがピースメーカー隊の放った核ミサイルの迎撃に向かったため、戦線を離脱した。
『機動戦士ガンダムSEED DESTINY ASTRAY』では南米独立戦争時には大西洋連邦所属のスティーブが本機で連合から脱走し、南米の戦闘が行われた街で取材に来ていたジェスと遭遇し、アウトフレームと交戦する。ワイヤーに捕縛されて身動きがとれなくなり、バッテリー切れで機能を停止した。

### 備考（バスターダガー）
デザインは町田能彦によって行われた。

## NダガーN
『SEED DESTINY MSV』に登場。105ダガーをベースに開発された特殊戦用機である。本機が担うこの「特殊戦」とは、GAT-X207 ブリッツと同じミラージュコロイドシステムによる隠密性を活用したもので、敵防衛拠点や前線後方施設の破壊ないし索敵、要人の誘拐・暗殺といった非正規戦を指す。
105ダガーをベースに、GAT-X207 ブリッツの機能を盛り込んだ実験機名目で開発された。頭部は二つ眼のデュアルセンサーを露出させたいわゆる「ガンダムヘッド」となっている他、ブレードアンテナもブリッツと同型のものが使用されている。システム面の原型機であるブリッツがロールアウト直後にザフトに強奪されたため、開発不能が危惧されたが、他に実験機が数機存在したためことなきを得たという。
この機体は、Nジャマーキャンセラーにより動作保証された核エネルギーを動力源にしている。これは、ミラージュコロイドを機体表面に定着させるための電場形成に大量の電力が必要とされるためである。ミラージュコロイド使用状況下での活動時間は、ブリッツに比べて大幅に延伸しており、事実上半無制限と言ってよい。
機体そのものがCE72年3月に締結されたユニウス条約に抵触しているため、表向きには本機の開発プロジェクトはユニウス条約締結と同時に中止された事になっていたが、スタッフ共々民間企業へ出向するという形で継続された。スタッフは自らを「シノビマフィア」「ニンジャワークス」と名乗っており、それ故に機体名の2つの「N」はそれぞれ「ニンジャ」と「ニュートロン」を指すとも言われている。機体として機密解除はなされておらず、連合軍は実戦投入や存在を認めていない。『SEED DESTINY ASTRAY』『SEED DESINY MSV』にて登場するが、運用を行うのは主に「一族」のマティス率いる情報部や、ロゴスの私兵といった非正規部隊である。
作中での活躍
ヘブンズベース戦の際、ワイルドダガーと共にニーベルングの警護に配備。接敵したザクウォーリアを撃破するが、最終的にシン・アスカが駆るデスティニーに撃破された。
また、ロード・ジブリールの護衛としてオーブまで同道していたと思われる機体が存在する（パイロットは既に逃亡していた）。
初期の運用例としてはCE71年の第1次連合・プラント大戦末期、ジャンク屋ギルドの手に渡る前のジェネシスαからの連合軍特殊情報部隊によるテスタメント強奪への参加がある。

### 武装・装備（NダガーN）
DFH-S2026 攻盾システム「シルトゲヴェール」
その名の通り盾（シルト）と銃（ゲヴェール）=70mm高エネルギーブラスターを備えた攻防一体の装備。
ピアサーロック「ハーケンファウスト」
機構そのものはブリッツの「グレイプニール」と同型。クローの形状は熊手状に変更されている。射出以外にもそのまま格闘武装として使うことも可能。
ハーケンファウストとは、ドイツ語で「鉤の拳」の意味。
GES-D07G+ 対装甲刀
左腰に装備された大小2振りの刀剣。ストライクのアーマーシュナイダーの改良モデル。機体の意匠を反映してか忍刀のような形状を持つ。
Mk315 スティレット投擲噴進対装甲貫入弾
右腰アーマー内に格納される投擲用の短剣。投擲後はロケット推進によって目標に到達し装甲を貫徹、内部で炸裂しダメージを与える。
多目的ランチャーポート
機体の17個所に備えられている。標準では高分子ワイヤーリールとロケットアンカーを内蔵する。このロケットアンカーは対象物に接触することによってその内部データを吸い出せるほか、宇宙空間において浮遊物などが存在する場所では、バーニア噴射の代わりに前腕、膝、足先などから射出して移動に用いることも可能としている。

## ダガーL
『機動戦士ガンダムSEED DESTINY』から登場。C.E.73年時における地球連合軍の主力機。
ストライカーパックシステム対応機でありパック換装によって様々な戦況に対応可能。原型機の一つのストライクダガーからそれほどの性能向上はなされておらず1本のみの頭部アンテナや各部アーマーの形状など、外観はストライクダガーに近い。もう一つの原型機の105ダガーに採用された胴体部ラミネート装甲の撤廃や一部装甲の削減など、随所にコストダウンが行われた、105ダガーに近い性能を有しつつもストライクダガーに匹敵する生産性を両立させた機体である。
一方で武装面においては105ダガーよりも強化されビームライフルよりもエネルギー消費率の少ないビームカービンや、スティレット、2本のビームサーベルを採用。集団戦闘を想定し性能を上回る敵機に対抗する運用を主眼としている。 
本機は第二次ヤキン・ドゥーエ攻防戦の時点でかなりの数が量産され月基地に配備されており、核攻撃後のプラント制圧戦を目的に開発されていた。しかし、緒戦で核攻撃が防がれたことと、ジェネシス発射により大被害を受けたことでザフトによる反攻を恐れた地球連合軍上層部はダガーLを地球に強制的に帰還させ、本機の実戦参加は延期される。後に同じくストライカーパックシステムを採用した次世代型主力機GAT-04 ウィンダムの配備が本格化したことで旧世代の機体と化していく。

### 武装（ダガーL）
M2M5 トーデスシュレッケン12.5mm自動近接防御火器
頭部と胸部に各2門ずつ設置される近接防御火器。イーゲルシュテルンに小口径化に伴うスペースの余裕から装弾数が増加して、より対人・対車両用の趣きが強くなったモデルである。トーデスシュレッケンとは、ドイツ語で「死の恐怖」の意味。
M703k ビームカービン
従来のビームライフルよりも小型。威力速射性に重点を置いた装備である。
ES04B ビームサーベル
両腰アーマーにマウントされているビームサーベル。なお、両腰のアーマーは内部のスティレットを含めてウィンダムと同一の装備。
Mk315 スティレット投擲噴進対装甲貫入弾
両腰アーマー内に格納される投擲用の短剣。投擲後はロケット推進によって目標に到達し装甲を貫徹、内部で炸裂しダメージを与える。
Mk39 低反動砲
MSの全高に匹敵するサイズの肩掛け式携帯火砲。ザフトのジンが装備する無反動砲より大型。劇中ではダークダガーLがアーモリーワンの宇宙港を攻撃するのに用いられるほか、通常型のダガーLにも装備されている。弾種は不明。

### ダークダガーL
漆黒に塗装されたダガーL。アーモリーワンでのガンダム強奪作戦の陽動で港に停泊するザフト艦の攻撃に使用された。通常のダガーLにステルス機能を追加しているが、これは宇宙空間での視認性を抑える処置であるため、ミラージュコロイドなどの本格的なステルス機能は装備されていない。劇中ではMk39 低反動砲を装備したファントムペイン専用機として登場。

### 劇中での活躍（ダガーL）
『SEED DESTINY』第2話にてファントムペイン所属艦ガーティ・ルーの艦載機として初登場。奇襲とはいえ少数機でアーモリーワンより迎撃に出たザフトのMS部隊を圧倒、ダークダガーLは同コロニーの宇宙港を壊滅させるなど、セカンドステージシリーズ奪取に貢献。4話ではミラーとジョーンが乗るダガーLがミネルバを追い詰めるが、こちらはレイのブレイズザクファントムに撃破される。9話の開戦時の「フォックストロット・ノベンバー」では地球軍アルザッヘル月艦隊の主力を務め、物量を活かした戦術でザフト主力部隊と互角の戦闘を繰り広げる。ほかに第18話ではガルナハン基地所属機がインパルスのビームライフルを破壊するシーンがある。他にも地上の第81独立機動群旗艦ジョン・ポール・ジョーンズ所属機やベルリン戦でのボナパルト所属機、ヘブンスベース所属機など各戦線で使用されるが、物語後半のアルザッヘル・ダイダロス攻防戦では姿が確認できない。
『機動戦士ガンダムSEED DESTINY FINAL PLUS 選ばれた未来』では、デスティニープランに反対したオーブ軍のM1アストレイやムラサメと共闘する本機の姿が登場する。
漫画作品『機動戦士ガンダムSEED DESTINY ASTRAY』では、南アメリカ独立戦争編にて登場。
『SEED DESTINY MSV』では、ユニウス条約調印式の際に連合側の機体として随行していた。

## ワイルドダガー
『SEED DESTINY MSV』に登場。地球連合軍第81独立機動群「ファントムペイン」がザフトより奪取したZGMF-X88S ガイアの解析データを基に開発された実験機。
地球軍はMSを含めた在来陸戦兵器では、ザフトのバクゥタイプが有する不整地機動力に対抗困難なのを痛感しており、同様なコンセプトの陸戦型MSの開発に乗り出した。ところが、経験、ノウハウの不足から、この新機軸の兵器開発は困難を極め、さらにユニウス条約締結による軍縮のあおりを受け一旦開発は中断される。しかし、ファントムペインによってもたらされたガイアのデータにより、四足型MSへの二足歩行型MSの技術応用の目処が立ち、ガイアの模倣という形で開発は再開された。また、外見、変形機構共ガイアとほぼ同一だが、頭部センサーや携帯火器など、各所にダガーのパーツが流用されている。在来機とのパーツ共用も功を奏し、この種の兵器としては破格の低コストを実現した。可変MSにカテゴライズされているため、イージスやレイダーと同じくX300のナンバーが与えられている。
四足形態時の頭部は対地用のガトリング砲を標準搭載。腰部後面には尻尾状の多目的滑腔砲が搭載されているなど、ソフトスキンから空陸の重装甲目標まで幅広い対処を可能としている。また、背部にはターレットが設けており、任務に応じて装備追加も可能となっている。
本機は試作機であるにもかかわらず発注数は72機にのぼり、そのうち70機が実際に製造されている。ヘブンズベース戦に投入されたほか、外観を含むその心理的威圧能力も買われて低強度紛争向けの任務で重宝され、反連合ゲリラ討伐に多用された。